# Satz von Chen
Der Satz von Chen – benannt nach dem chinesischen Mathematiker Chen Jingrun – ist ein Satz aus der Zahlentheorie. Er wird meist wie folgt angegeben:
Jede hinreichend große gerade Zahl kann als Summe einer Primzahl und einer Zahl mit höchstens zwei Primfaktoren geschrieben werden.
Er gilt als bisher beste Annäherung an einen Beweis der noch nicht bewiesenen Goldbachschen Vermutung, die besagt, dass jede gerade Zahl Summe zweier Primzahlen ist.

## Hintergrund
Siehe auch der Artikel zur Goldbachschen Vermutung
Die Goldbachsche Vermutung ist bis heute unbewiesen. Im zwanzigsten Jahrhundert gelangen jedoch erste Beweise „ähnlicher“ Aussagen. Diese besagen beispielsweise, dass jede gerade Zahl, oder eine gewisse Teilmenge der geraden Zahlen, als Summe von höchstens X Primzahlen oder von Zahlen mit höchstens X Primfaktoren geschrieben werden kann.
Die in diesem Sinne bislang „beste“ Annäherung an die eigentliche Goldbachsche Vermutung gelang nun Chen Jingrun im Jahre 1966 durch Beweis des genannten Satzes.
Der Zusatz „hinreichend groß“ bedeutet, dass der Satz für alle geraden Zahlen oberhalb einer gewissen Mindestzahl gilt.

## Inhalt
Der Satz in seiner ursprünglichen Formulierung beschäftigt sich mit der Frage, auf wie viele unterschiedliche Weisen die gerade Zahl {\displaystyle x} als entsprechende Summe dargestellt werden kann. Für diese Anzahl {\displaystyle P_{x}} liefert er folgenden Mindestbetrag:
{\displaystyle P_{x}\geq {\frac {0.67xC_{x}}{(\log x)^{2}}}}
mit
{\displaystyle C_{x}=\prod _{p>2}\left(1-{\frac {1}{{(p-1)}^{2}}}\right)\prod _{2<p\mid x}{\frac {p-1}{p-2}}}
Zusammenfassung des Beweises.
Die englische Übersetzung von 1973 enthält einen weiteren Satz (mit Beweis) aus dem Umfeld der Primzahlzwillingsvermutung: zu jeder Differenz {\displaystyle h} (für die Primzahlzwillingsvermutung ist {\displaystyle h=2}) gibt es unendlich viele Primzahlen {\displaystyle p}, für die {\displaystyle p+h} eine Primzahl oder ein Produkt aus zwei Primzahlen ist.

## Weiterentwicklungen
1975 veröffentlichte P. Ross einen einfacheren Beweis des Satzes von Chen.
2002 bewies Y. C. Cai, dass man (wenigstens oberhalb einer weiteren Grenze) jede gerade Zahl {\displaystyle n} so darstellen kann, dass der Summand, der die Primzahl ist, kleiner als {\displaystyle n^{0,95}} ist.